# سبرايت
سبرايت (بالإنجليزية: Sprite)‏ هو مشروب غازي بالليمون واللَّيم تصنعه شركة كوكا كولا.

## تاريخ
صنع المشروب لأول مرة في ألمانيا الغربية في عام 1959، وكان يسمى فانتا الليمون النقي، ثم ظهر بإسمه التجاري الحالي للمرة الأولى في الأسواق الأمريكية عام 1961 كرد فعل من شركة كوكاكولا على انتشار المشروب الغازي سفن أب الذي ظهر أول مرة عام 1929. علبة السبرايت ذات اللترين ذات لون أخضر مع ملصق يبين المحتويات والقيم الغذائية لكل 240 ميليغرام من المشروب.
يتوفر مشروب سبرايت حاليًا في بعض دول العالم بعدد من النكهات المختلفة من بينها نكهة التوت البري، ونكهة الكرز، والبرتقال، والعنب، والفانيليا.

## تسويق
في يوليو 2022، أعلنت شركة كوكا كولا أن سبرايت ستوقف العلب الخضراء في 1 أغسطس وستنتقل إلى العلب البلاستيكية عديمة اللون. يحتوي البلاستيك الأخضر على مادة البولي إيثيلين تيريفثاليت الخضراء، وهي مادة مضافة لا يمكن إعادة تدويرها في علب جديدة.

## المكونات
يحتوي مشروب سبرايت في معظم بلدان العالم على المكونات التالية:
- ماء مكربن
- شراب ذرة عالي الفركتوز
- حمض الستريك
- سترات الصوديوم
- بنزوات الصوديوم
- نكهات طبيعية

أعيدت صياغة مكونات المشروب في فرنسا عام 2012 بحيث أزيل 30٪ من محتوى السكر، واستبدل بمُحلي ستيفيا. أدى ذلك إلى احتواء المشروب على سعرات حرارية أقل. وسرعان ما انتشر هذا المنتج بتركيبه الجديد ووصل إلى كل من أيرلندا والمملكة المتحدة وهولندا في عام 2013. ثم حدث تغيير آخر في تركيب المشروب في المملكة المتحدة في عام 2018، بحيث استبدل سكر الاستيفيا بمزيج من محلي الأسبرتام الصناعي مع أسيسولفام البوتاسيوم، مما جعل المشروب يحتوي على نسبة أقل من السكر.
في أيرلندا بدأ في نفس العام إنتاج مشروب سبرايت زيرو الخالي من السكر، ثم أنتجت الشركة مشروبًا آخر أضيف إلى مجموعة سبرايت لا يحتوي على أية سكريات وبنكهة الخيار. أعيد إنتاج مشروب سبرايت في أستراليا في أغسطس من عام 2019 بتركيبة مكونات جديدة أيضًا بحيث يحتوي على نسبة أقل من السكر بمقدار 40٪ أقل من مشروب سبرايت الأصلي. لا تستخدم هذه التركيبة الأسبرتام كمحلي ولكنها تستبدل جزء من السكر في المشروب بمزيج من أسيسولفام البوتاسيوم مع السكرالوز. سبرايت لا يحتوي على الكافيين.

## الأنواع والتشكيلات عبر التاريخ

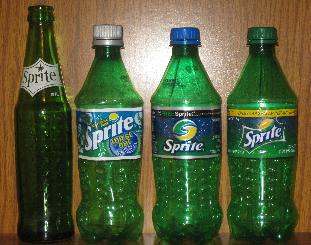
عبوات سبرايت عبر الزمن

| الاسم                        | تاريخ الانطلاق | ملاحظات |
| ---------------------------- | -------------- | --- |
| سبرايت                       | 1961           | النوع الأصلي. |
| سبرايت خالي من السكر         | 1974           | تم إنتاجه في الأصل في الولايات المتحدة باسم "Sugar Free Sprite" في عام 1974، ثم تمت إعادة تسميته إلى "Diet Sprite" في عام 1983، مع بعض البلدان التي تقدم المشروب المعروف باسم "Sprite Light" ("Sprite Lite" في المملكة المتحدة) . في سبتمبر 2004 ، تم تغيير علامته التجارية إلى "Diet Sprite Zero" في الولايات المتحدة و "Sprite Zero" ("Sprite Z" في المملكة المتحدة، حتى تم تغيير علامته التجارية إلى Sprite Zero) في الأرجنتين، أستراليا، بوليفيا، البرازيل، الصين، كولومبيا، أوروبا والهند وباراغواي وبيرو وأوروغواي ونيوزيلندا والمملكة المتحدة. تم إسقاط كلمة "Diet" من اسم المنتج، لتصبح ببساطة "Sprite Zero" ، عندما ظهرت الشعارات الجديدة لأول مرة في يونيو 2006. أعيدت تسميتها باسم "Sprite Zero Sugar" في عام 2019 لتتماشى مع إعادة تسمية شركة كوكاكولا لمشروب Coca-Cola Zero باسم Coca-Cola Zero Sugar. |
| سبرايت عشبة الليمون          | السبعينيات     | سبرايت بطعم الأعشاب. معروف فقط أنه يباع في ألمانيا. |
| سبرايت الليمون الجاف         | 2000           | سبرايت بمذاق أكثر جفافا، والذي تم صنعه حصريا لليابان. تم تسويقه جنبًا إلى جنب مع الصنف العادي (الذي كان يُعرف باسم "Sprite Sparkling Lemon") هناك. |
| سبرايت المشحون               | 2000           | (بالإنجليزية: Recharge by Sprite)‏ |
| سبرايت آيس                   | 2002           | سبرايت بمذاق النعناع. تم إصداره في الأصل باسم "Sprite Blue" في كوريا عام 2002، وتم إصداره تحت أسماء مختلفة، مثل "Sprite Ice" في بلدان مختلفة مثل كندا، و"Sprite Ice Cube" في بلجيكا، و"Sprite Ice Blue" في إيطاليا وشيلي، و"Sprite Icy Mint" في البر الرئيسي للصين، و"Sprite Mynta"، في السويد، و"Sprite Mynte" في النرويج. |
| سبرايت ريمكس الاستوائية      | 2003           | سبرايت بالنكهات الاستوائية، وهي الأولى في سلسلة "سبرايت ريمكس" من المشروبات الغازية التي تباع في الولايات المتحدة. تم بيعه من عام 2003 إلى عام 2004، حتى تم استبداله بمجموعة "بيري كلير". |
| سبرايت سوبر ليمون            | 2003           | نسخة "سلوربي المختلفة من سبرايت" (بالإنجليزية: Slurpee Variant of Sprite)‏، صدرت في هونغ كونغ في 2003. |
| سبرايت الناري                | 2004           | (بالإنجليزية: Sprite on Fire)‏ سبرايت بنكهة الزنجبيل، والذي تم تسويقه على أنه حارق. تم تقديمه في هونغ كونغ في عام 2003، ثم ظهر لأول مرة في الصين في عام 2004. |
| سبرايت ريمكس بيري            | 2004           | سبرايت بنكهة التوت، والثاني في سلسلة "سبرايت ريمكس" من المشروبات الغازية التي تباع في الولايات المتحدة. تم بيعه من 2004 إلى 2005، حتى تم استبداله بمجموعة "Aruba Jam". |
| سبرايت ريمكس أروبا جام       | 2005           | (بالإنجليزية: Sprite Remix Aruba Jam)‏ سبرايت بنكهة الفاكهة، وهي آخر صنف في سلسلة سبرايت ريمكس من المشروبات الغازية التي تباع في الولايات المتحدة. تم بيعها من 2005 إلى 2006. |
| سبرايت 3G                    | 2005           | تم إطلاق مشروب الطاقة لسبرايت في الأصل بالمملكة المتحدة في عام 2005. تشتمل المكونات على الجلوكوز والكافيين من حبوب البن الخضراء والغوارانا. تم إصداره أيضاً في بلدان أخرى مختلفة، ولكن تم إيقافه في المملكة المتحدة في عام 2007 بسبب ضعف المبيعات، وكذلك أرادت كوكاكولا التركيز أكثر على مشروب Relentless. |
| سبرايت ديو                   | 2007           | (بالإنجليزية: Sprite Duo)‏ هو "نوع بديل"، لكن مع كربونات أقل وعصير ليمون إضافي. تم إصداره حصريًا في إسبانيا في ربيع 2007. |
| سبرايت غرين                  | 2009           | (بالإنجليزية: Sprite Green)‏ هي "نوع بديل"، مُحلى باستخدام تروفيا (بالإنجليزية: Truvia)‏ (وهي مُحلي طبيعي خالٍ من السعرات الحرارية مصنوع من ستيفيا). ومع ذلك، لم يكن ناجحًا وتم إيقافه بعد فترة وجيزة من إطلاقه. |
| سبرايت (ستيفيا)              | 2012           | (بالإنجليزية: Sprite - Stevia Formula)‏ في فرنسا في عام 2012، تم التعديل على تركيبة سبرايت لإزالة 30٪ من السكر واستبداله بمُحلي ستيفيا. أدى ذلك إلى احتواء المشروب على سعرات حرارية أقل. سرعان ما انتشرت التركيبة المعدلة هذه إلى أيرلندا والمملكة المتحدة وهولندا في عام 2013. |
| سبرايت التوت البري           | 2013           | (بالإنجليزية: Sprite Cranberry)‏ مشروي سبرايت بنكهة "عنبية حادة الخباء". تم بيعها لأول مرة لموسم العطلات في عام 2013 جنبًا إلى جنب مع إصدار "Zero" من المشروب، وتم بيعها في كل موسم عطلة منذ ذلك الحين. |
| سبرايت 6 مشكل                | 2014           | (بالإنجليزية: Sprite 6 Mix)‏ سبرايت مع نكهات الكرز والبرتقال بالإضافة إلى الليمون والليم. تم إصداره بالتعاون بين سبرايت وليبرون جيمس في الولايات المتحدة في عام 2014. تم بيعه مرة أخرى باسم "Sprite LeBron's Mix" في عام 2015. |
| سبرايت بلاست                 | 2014           | (بالإنجليزية: Sprite Blast)‏ سبرايت بالنكهات الحلوة و الحامضة. تم إصداره لصيف 2014 في الولايات المتحدة، وحصريًا لمتاجر 7-Eleven، وتم بيعه فقط في عبوات فردية 7.5 أونصة. تم إصدار المجموعة أيضًا في نيوزيلندا في صيف 2017 وتم بيعها بجميع الأحجام. |
| سبرايت الاستوائي             | 2015           | هي إعادة إصدار لمشروب "سبرايت ريمكس الاستوائية"، تم بيعه لفترة محدودة في عام 2015، ومرة أخرى باسم "سبرايت الاستوائي المشكل" في عام 2016. |
| سبرايت الخيار                | 2017           | سبرايت بنكهة الخيار. تم إطلاقه في عام 2017 في روسيا وفي يونيو 2018 في رومانيا. تم تقديم مجموعة "Zero" في المملكة المتحدة وأيرلندا في عام 2018. |
| سبرايت الكرز                 | 2017           | سبرايت بنكهة الكرز. تم إطلاقه في عام 2017 في الولايات المتحدة، جنبًا إلى جنب مع نظير "Zero". |
| مزيج سبرايت: التوت الاستوائي | 2018           | سبرايت بنكهة التوت الاستوائية. على غرار "سبرايت ريمكس الاستوائية"، ويباع حصريًا في ماكدونالدز. |
| سبرايت فايبر+                | 2018           | (بالإنجليزية: Sprite Fiber+)‏ مشروب خالي من السعرات الحرارية مع إضافة الألياف الغذائية. يتم تضمين 7.5 جرام من الألياف الغذائية لتشكل حوالي 30٪ من الاحتياجات اليومية من الألياف للبالغين. وفقًا للزجاجة، هذه هي كمية الألياف الموجودة في تفاحتين. ظهر لأول مرة في بداية أبريل 2018 في مدينة تشونغتشينغ بالصين. |
| سبرايت زيرو ليمون ونعناع     | 2018           | (بالإنجليزية: Sprite Zero Lemon & Mint)‏ خالٍ من السكر، خالي من السعرات الحرارية بنكهة النعناع المضافة. متوفر في اليونان، صربيا، المجر، ألمانيا. |
| سبرايت الليموناضة            | 2019           | (بالإنجليزية: Sprite Lymonade)‏ سبرايت ممزوج بـ"الليموناضة" و 1٪ عصير ليمون. |
| سبرايت 40٪ سكر أقل           | 2019           | (بالإنجليزية: Sprite 40% Less Sugar)‏ أعيد إطلاق سبرايت في أستراليا مع وصفة جديدة تحتوي على 40٪ سكر أقل (مقارنة مع سبرايت القديم) في أغسطس 2019. |
| سبرايت زنجبيل                | 2020           | وتم إصدار نسخة "Zero" من المشروب. |

## وصلات خارجية
- الموقع الرسمي